# Bojan Skočir
Bojan Skočir, slovenski policist in veteran vojne za Slovenijo, * 21. april 1954, Ljubljana.

## Odlikovanja in nagrade
Leta 1994 je prejel častni znak svobode Republike Slovenije z naslednjo utemeljitvijo: »za izjemne zasluge pri obrambi svobode in uveljavljanju suverenosti Republike Slovenije«.